# The Dude's Experience with a Girl on a Tandem
The Dude's Experience with a Girl on a Tandem er en amerikansk stumfilm fra 1898.